# 警網鐵金剛
《警網鐵金剛》（英語：Bullitt）是一部1968年美國新黑色動作驚悚片，由彼得·葉慈執導，史提夫·麥昆、勞勃·范恩、杰奎琳·比塞特、唐·戈登以及賽門·奧克蘭主演。電影改編自羅伯特·L·費許的1963年小說《沉默證人》（Mute Witness），亞倫·R·楚斯特曼和哈利·克萊納編寫劇本。劇情講述膽大包天的舊金山警察下定決心找出殺死受自己保護證人的兇手。拉羅·西夫林為電影編寫了知名的爵士風配樂。
《警網鐵金剛》由華納兄弟七藝社定檔1968年10月17日美國上映，口碑票房雙收。

## 劇情
芝加哥週五晚上，犯罪集團成員強尼·羅斯逃離了組織。隔日早上，SFPD警探法蘭克·布利特中尉被參議員華特·查莫斯委託在週末保護好羅斯，直到他能以證人身份出席週一參議院小組委員會關於組織犯罪的聽證會。羅斯躲在內河碼頭的一家廉價旅館裡，依序由警探戴爾格帝、卡爾·斯坦頓和布利特輪班看守。週日凌晨一點，斯坦頓致電布利特，告知查默斯和一名同行朋友拜訪，但羅斯打開了房間的門，導致兩名受雇刺客突然闖入房內射傷斯坦頓及羅斯。
查莫斯認為布利特該對羅斯的受傷負責。刺客之一的麥克企圖來醫院殺死羅斯，布利特雖然阻止對方，但被麥克逃脫，而羅斯因傷勢過重而死亡。布利特以假名將屍體送到太平間，以隱瞞死因並繼續展開調查。線人艾迪向布利特透露，羅斯還待在城裡是因他從組織手中偷走了數百萬美元。布利特還發現羅斯向聖馬刁的一家旅館打了通長途電話。
駕駛福特野馬時，布利特察覺被麥克和搭檔菲爾開著道奇戰馬跟蹤。雙方隨後在舊金山的街道上展開一場長時間的飛車追逐，道奇直到加利福尼亚州布里斯班翻覆，麥克和菲爾隨著爆炸而死去。
布利特與戴爾格帝被長官山姆·班尼特警監和協助查莫斯的貝克警監找上，並在收到人身保護令後，布利特透露羅斯已死。班尼特藉由週末無視查莫斯要求開除布利特的令狀，讓布利特調查打到聖馬刁的長途電話。布利特的福特野馬損壞，而讓女友凱茜開車送自己到聖馬刁旅館；布利特在旅館發現與羅斯講電話的女人被勒死在房裡。凱茜目睹死者的慘狀而嚇壞，並在回舊金山的路上對布利特工作的不瞭解而感到不安。
布利特和戴爾格帝在檢查受害者的行李時，發現了一本羅馬旅遊手冊和開給阿爾伯特和多蘿西·雷尼克的旅行支票；布利特向芝加哥申請阿爾伯特的護照。布利特、班尼特、查莫斯和貝克藉由護照資料得知，原來查莫斯派布利特看守的人是芝加哥二手車推銷員阿爾伯特·雷尼克，妻子多蘿西則留在聖馬刁。布利特意識到羅斯利用雷尼克當作自己的替身騙過查莫斯，並殺了多蘿西，企圖在週日逃往國外。
在舊金山國際機場，布利特和戴爾格帝看守往羅馬的檢查站。但現使用雷尼克護照的羅斯已改乘早前的倫敦航班。布利特在被命令返回航站樓後登上飛機，羅斯從後艙門逃走並跑上跑道。在人擠人的大廳中，羅斯在大門前殺死了一名副警長，但布利特槍殺了他。從旁觀看一切的查莫斯得知羅斯死後，一言不發的離開現場。
週一一大早，布利特回到家，發現凱茜在自己的床上睡著，於是到浴室裡梳洗並盯著鏡子裡的自己。

## 演員
- 史提夫·麥昆飾演法蘭克·布利特中尉（Lt. Frank Bullitt）[6]
- 勞勃·范恩飾演華特·查莫斯（Walter Chalmers）[6]
- 杰奎琳·比塞特飾演凱茜（Cathy）[6]
- 唐·戈登（英语：Don Gordon (actor)）飾演「戴爾」戴爾格帝警探（Detective "Dell" Delgetti）[6]
- 賽門·奧克蘭（英语：Simon Oakland）飾演山姆·班尼特警監（Captain Sam Bennett）[6]
- 費利斯·奧蘭迪（英语：Felice Orlandi）飾演阿爾伯特·「強尼·羅斯」·雷尼克（Albert "Johnny Ross" Renick）[6]
- 帕特·雷內拉（英语：Pat Renella）飾演強尼·羅斯（Johnny Ross）[6]
- 卡爾·萊因德爾（英语：Carl Reindel）飾演卡爾·斯坦頓（Carl Stanton）[6]
- 保羅·金格（英语：Paul Genge）飾演麥克（Mike）[6]
- 比爾·希克曼（英语：Bill Hickman）飾演菲爾（Phil）[6]
- 勞勃·杜瓦飾演魏斯伯格（Weissberg）[6]
- 諾曼·費爾（英语：Norman Fell）飾演貝克警監（Captain Baker）[6]
- 喬治·斯坦福·布朗（英语：Georg Stanford Brown）飾演維拉德醫生（Dr. Willard）[6]
- 賈斯汀·塔爾（Justin Tarr）飾演線人艾迪（Eddy the Informant）[6]
- 艾爾·切科（英语：Al Checco）飾演前台服務員[6]
- 維克·泰拜克（英语：Vic Tayback）飾演皮特·羅斯（Pete Ross）[6]
- 艾德·佩克（英语：Ed Peck）飾演韋斯科特（Westcott）[6]
- 約翰·亞普瑞（英语：John Aprea）飾演殺手[6]

## 外部連結
- 美国电影学会目录上的《警網鐵金剛》（英文）
- 互联网电影数据库（IMDb）上《警網鐵金剛》的资料（英文）
- AllMovie上《警網鐵金剛》的资料（英文）
- Box Office Mojo上《警網鐵金剛》的資料（英文）
- TCM电影资料库上《警網鐵金剛》的资料（英文）